# Volumin II: George W. Buhh
Volumin II: George W. Buhh – druga płyta wydana w 2003 przez warszawskiego rapera Tede pod pseudonimem DJ Buhh. Ten nielegal, tak samo jak poprzedni, można było pobrać za darmo z oficjalnej strony wytwórni Wielkie Joł.
W utworze "Po Maxie" Tede nawiązał do osoby Freeze'a (1971-2001), rapera związanego w latach 90. XX w. z formacją Mop Skład.

## Lista utworów
1. Przysięga (Intro)
2. Kolejny Buhh feat. Tede
3. Są Tacy Ludzie feat. Kołcz, Kiełbasa, CNE, Tede
4. Na Wu feat. Kołcz, Tede, Kiełbasa
5. Sznaperdan feat. Tede
6. Kradzione Bity feat. Tede
7. Pudło feat. Tede
8. Kurort feat. WSZ & CNE, Tede, Kołcz
9. Pęknięty Jeż (Bezele Hymn) feat. Tede, Kołcz
10. Plama feat. Tede
11. Ludzie Nocy feat. Tede, CNE, DJ Bart
12. Dżusmen feat. Tede, Kiełbasa, Stanisław
13. Po Maxie feat. Tede
14. Dryń Dryń feat. Tede, CNE
15. Trening feat. Tede, Kołcz, WSZ & CNE
16. Kamienie (Remix Remixu) feat. Tede
17. Hola Hola feat. Tede, Kołcz, CNE
18. Zszargana Opinia feat. Tede, Kołcz, CNE
19. Fajna Dzifka feat. Tede, Kołcz, Kiełbasa
20. Freestyle feat. O.S.T.R.